# 唐沢なをき
唐沢 なをき（からさわ なをき、男性、1961年10月21日 - ）は、日本の漫画家、同人作家。
本名は唐沢 直樹。別筆名に南里 こんぱる。兄の唐沢俊一との共著では唐沢商会名義を使っていた時期もあるが、現在は両名の並記が主である。

## 経歴
北海道札幌市出身。薬局を営む両親の元に生まれる。生まれてからしばらく、昼間のうちは親戚の家に預けられて育てられていた。幼少時代はテレビアニメ『鉄人28号』や特撮『ウルトラQ』、『ウルトラマン』に熱中。
漫画では特に赤塚不二夫から大きな影響を受けて育った。実家である薬局に余っていた大学ノートとボールペンを利用して怪獣図鑑や漫画を描き始め、高校時代までに約50冊分のノートに漫画を描いていた。
高校に入ると、兄に誘われて同人誌活動を始める。同時期、札幌では島本和彦とあさりよしとおが同人活動しており、同人誌即売会で机を並べることもあった。高校卒業後は多摩美術大学付属の専門学校に入学するために上京。卒業を控えて就職活動でデザイン会社にいくも、担当者から生活態度まで全否定を受けてその帰りの電車の中で漫画家を目指すようになる。
漫画家デビューのため小学館へ持ち込みを開始するが 持ち込み時代はギャグや絵柄について否定され続け、時として高橋留美子の絵柄を真似るように言われたという。この時期に小学館の編集者から紹介されて弘兼憲史のアシスタントを1年ほど勤める。
白泉社の担当から評価されて、1985年に「南里こんぱる」のペンネームで同社の『月刊コミコミ』1986年1月号に掲載された『無敵刑事』でデビュー。同年末にコミコミ編集部の紹介でとり・みきのアシスタントを始める。『コミコミ』での仕事は3ヶ月に1回しかなく他に月数回のアシスタントのとエロ雑誌のカットだけが収入源 だったが、作品については特に文句を言われなくなったという。
徳間書店の『ハイパーゾーン』に持ち込んだのをきっかけに『月刊少年キャプテン』から読切の仕事を貰う。それ以後、連載も増えて順調に仕事を続けられるようになり、20年以上精力的に執筆している。
2009年、NHK『マンガノゲンバ』の取材を受けるが、この時のスタッフの態度があまりに非常識だったため、途中で出演を辞退している。この件は「まんが極道」の中でネタにしている。
2012年10月1日より読売新聞夕刊にて4コマ漫画『オフィス ケン太』の連載を開始。同紙夕刊での4コマ漫画連載は、鈴木義司『サンワリ君』（2004年7月2日連載終了）以来8年3ヶ月ぶりとなる。
日本漫画家協会の参与を務めている。

## 作風
もっぱらギャグ漫画のフィールドで活躍している。漫画の常識や漫画という体裁・メディア性そのものをネタとする、実験的なメタ・ギャグを得意とする。その作風はデビュー以前からほとんど変わっていないという（ただし、初期はほとんどなかった下ネタやプライベートな内輪ネタを扱うようになるなどの変化もある）。パロディ・オマージュ・揶揄・露悪も好んでネタとし、ギャグとして他の漫画家の絵柄や作風を模倣することも多い。特に杉浦茂など、昭和の漫画家の作風をリスペクトしている。
兄・唐沢俊一原作のものを除き､ほとんどの作品は短編連作または4コマ漫画｡また非常に多作であることも特徴で、一時期は月30本の締切を抱えていた。本人の弁によれば「細かい仕事をたくさんこなしていかないと食べられないだけ」という。
『電脳炎』『電脳なをさん』『パソ犬モニ太』などパソコンをネタにした漫画も生み出しているが、自身はパソコンなどコンピューターが苦手であると語り、『電脳炎』に出てくるパソコン嫌いのお父さんは自分がモデルだとしている。

## 人物など
血液型はB型。
趣味・嗜好
子供の頃はかなりの偏食で「海臭い物は全てダメ」だったという。当然魚類も苦手だったが、握り飯の中に入った鮭の切り身を美味いと感じてから、徐々に克服していった。
上述の通り大の怪獣及び特撮好きで、漫画にそれを生かしている他にも、著名人との対談集『怪獣王』を出版している。妻・唐沢よしこは当初怪獣の知識が全く無かったため、良い夫婦関係を築くためにもということで、いくつかの特撮作品を鑑賞させた。結果、大ハマりしたのは『ウルトラマンタロウ』だったが、これは唐沢も予想だにしなかったという。
筆名
デビュー当時に使用していた南里こんぱると言うペンネームは、昭和初期の俳優で後には企画スタッフとしても東映映画に関わった南里金春の名前をもじったもの。なお、唐沢は後年刊行された初期作品集の名前に「金春」と名付けている。
なをき・俊一のそれぞれの名前、及び「唐沢商会」は作品によっては「唐澤商会」「唐澤なをき」のように「唐沢」が「唐澤」と表記される場合がある。
名前が似ているせいか、浦沢直樹と間違えられる事があるらしい。

## 家族・親族
妻はエッセイストの唐沢よしこ。作家で「と学会」元運営委員でもある唐沢俊一は実兄。
- 叔父：小野栄一
- 従姉妹：小野ひとみ（歌手）
- 妻：唐沢よしこ
- 兄：唐沢俊一

## 作品リスト

### 現在連載中の作品
- 俺とねこにゃん（モバMAN）
- パチモン大王（フィギュア王）
- ぶよ通信（ガンダムエース）
- モニ太のデジタル辞典（YOMIURI ONLINE）- イラスト担当、文は唐沢よしこ担当
- 唐沢なをきの必殺！ 屋根落とし!!（時代劇専門チャンネル）
- オフィス ケン太（読売新聞夕刊）

### 過去の主な連載作品
- カスミ伝シリーズ
  - カスミ伝（月刊少年キャプテン）
  - カスミ伝S（アスキーコミック→コミックビーム）
  - カスミ伝△（月刊マガジンZ）
- ホスピタル（月刊アニマルハウス）
- 鉄鋼無敵科學大魔號（月刊少年キャプテン）
  - 鉄鋼無敵科學大魔號改（マガジンGREAT）
- BURAIKEN（ぶらいけん）（月刊アニマルハウス）
- 夕刊赤富士（夕刊フジ）
- 必殺山本るりこ（コミックガンマ）
- 学園天国（小説すばる）
- ヌルゲリラ（ファミ通）
- からまん（週刊SPA!）
- 二十一世紀科学小僧（コミックビンゴ）
- 怪奇版画男（ビッグコミックスピリッツ21）
- 唐沢なをきのうらごし劇場（B-CLUB、AX、1994年 - 2000年）2001年に単行本化
- けだもの会社（MANGAオールマン）
- さちことねこさま（コミックビーム）
- パソ犬モニ太（読売新聞夕刊）
- 漫画家超残酷物語（月刊IKKIなど）
- 唐沢なをきの幻獣辞典（マガジンGREAT）
- ウルトラファイト番外地（特撮エース）
- 犬ガンダム（月刊ガンダムエース）
- 電脳炎（ビッグコミックオリジナル）
- がんばれみどりちゃん（イブニング）
- けんこう仮面（ビッグコミックオリジナル増刊） - 唐沢よしこと共著
- 機動戦士ぶよガンダム（ガンダムエース）
- ヌイグルメン!（イブニング）
- とりから往復書簡（月刊COMICリュウ） - とり・みきとの共著
- 電脳なをさん（週刊アスキー→cakes、2020年5月に連載終了）
- 僕らの蟹工船 小林多喜二『蟹工船』より（コミックビーム）
- まんが家総進撃（コミックビーム）

### 短編集
- 八戒の大冒険（1988年3月20日、徳間書店）
  - 八戒の大冒険（1991年9月1日、白夜書房）
  - 八戒の大冒険 2002 REMIX（2002年3月8日、エンターブレイン）
- 金春（1989年8月31日、白泉社）
  - 金春-唐沢なをき初期傑作集-（2004年、エンターブレイン）
- 百億萬円（1992年4月20日、扶桑社）
- ハラペーニョ（1996年10月22日、アスキー）
- 唐沢なをきの楽園座（1997年8月27日、講談社）
- YAPOOS - ヤプーズ -（1997年10月22日、アスキー）

### 挿絵
- 爆笑三国志シリーズ
- 念術小僧 大江戸サイキックボーイ（加藤正和）
- 猫丸先輩シリーズ（倉知淳）
  - 猫丸先輩の推測
  - 猫丸先輩の空論
- ほうかご探偵隊（倉知淳）

### その他
- バラバラくん - 絵本
- おへそに太陽を - 山中恒よみもの文庫
- 理科子先生と学ぼう！ - キャラクター。読売新聞 第3水曜日掲載。
- 唐沢なをきの大富豪（ボトムアップ、1997年）- パソコンゲーム
- モロ★次元世界物語（『諸星大二郎 デビュー50周年記念 トリビュート』収録[27]、2021年）
- あの日の生物都市（『諸星大二郎 デビュー50周年記念 トリビュート』収録[27]、2021年）

## 関連人物・交友関係
兄の俊一曰く「親戚づきあいなどはかなり苦手なのだが、交友関係は広く、マンガ業界からSF業界、映像業界に至るまで人脈を持っている」という。
唐沢俊一
なをきの兄。小学生時代から新しい漫画を描くたびに兄に見せていた。なお、なをきは登記上は兄の個人事務所の監査役である。しかし俊一の自身に対する言動の問題から亡くなる20年以上前から絶縁状態であり、晩年は金の無心も酷かったという。
伊藤剛
93～94年の約二年弱浦沢直樹の、95年から97年まで断続的に唐沢なをきのアシスタントを努め「山本直樹先生のところに一度でも行けてれば３なおき揃い踏みだったのですが」と呟く 。
とり・みき
なおきはとり・みきのアシスタントを経験。とり・みきは初めてなをきの作品を褒めた人物であり、そのことが持ち込みでボロボロになったなをきの心の支えとなった。『ひぃびぃ・じぃひぃ』や『愛のさかあがり』など手伝っていた。後に『とりから往復書簡』を連載する。ただしアシスタント時代の2人の間に会話は少なく、後になをきはとり・みきの影響を受けたと言われていることについて、とり・みき自身は否定している。
弘兼憲史
1年ほどアシスタントを経験。漫画の基礎を学んだが、弘兼との間に共通の話題は無く、会社のように規則正しい職場にも馴染めずにいた。『課長島耕作』の最終巻に歴代アシスタントとして「唐沢なをき」の名前が載った時が、漫画家になってから友人・知人の反応が一番大きかったという。
菅野博士
デビュー前からの友人。
星里もちる
「キャプテン」時代からの友達。星里の結婚式でのクイズ大会でなをきは車を当てたことがある。
永野のりこ
『怪獣王』では対談を行なっている。新人時代、なをき・星里・永野の3人は「キャプテン三羽烏」と言われ、注目を集めていた。
瀬奈陽太郎
元アシスタント。

## 関連番組
- BSマンガ夜話『カスミ伝S』（2001年2月26日 NHK BS2）- 他に『怪奇版画男』や『電脳なをさん』についても触れた。推薦者の岡田斗司夫は、唐沢とは面識がなかったものの、兄の俊一とは親しく、また『電脳なをさん』と同じ「週刊アスキー」で連載を持つなど、縁はあった。

## 参考資料
- とり・みき『マンガ家のひみつ』徳間書店、1997年 ISBN 4-19-860699-4、125-148頁
- 唐沢俊一『B級学「マンガ編」』海拓舎、1999年発行 ISBN 4-907727-00-3、184 - 216頁
- おしぐちたかし『漫画魂 おしぐちたかしインタビュー集』白夜書房、2003年 ISBN 4-89367-911-2、45-52頁